# Чашемов, Мансурбек Халбаевич
Мансурбек Халбаевич Чашемов (узб. Mansurbek Xalbaevich Chashemov; род. 22 июня 1983 года, Узбекская ССР) — узбекский тяжелоатлет и тренер, член сборной Узбекистана. Участник XXIX Летних Олимпийских игр, призёр Чемпионатов Азии и Азиатских игр.

## Карьера
В 2008 году на Летних Олимпийских играх в Пекине (Китай) в весовой категории до 85 кг в рывке поднял 165 кг, а в толчке 202 кг и с общей суммой 367 кг занял пятое место. На Чемпионате Азии по тяжёлой атлетике в Канадзава (Япония) в весовой категории в толчке поднял 191 кг, что было третьим результатом, но в сумме ему не хватило до медалей континентального первенства.
В 2009 году на Чемпионате Азии по тяжёлой атлетике в Талдыкоргане (Казахстан) в весовой категории до 85 кг в рывке поднял 164 кг, а в толчке 198 кг и с общей суммой 362 кг завоевал серебряную медаль первенства. В 2009 году указом президента Узбекистана Ислама Каримова награждён медалью «Шухрат».
В 2010 году на Летних Азиатских играх в Гуанчжоу (Китай) в весовой категории до 85 кг в сумме набрал 372 кг и завоевал серебряную медаль.
В 2016 году награждён званием Заслуженный тренер Каракалпакстана, работая в Республиканской специализированной детско-юношеской спортивной школы Каракалпакстана. В 2018 году работает тренером сборной Узбекистана по тяжёлой атлетике. В 2019 году указом президента Узбекистана Шавката Мирзиёева награждён орденом «Дустлик».